# Brouwerij Frontaal
Brouwerij Frontaal, officieel Frontaal Brewing Company, is een Nederlandse brouwerij van speciaalbier. In 2013 startte Roel Buckens met een microbrouwerij, om in 2015 de brouwerij Frontaal op te richten. De eerste vestiging was op het Bredase bedrijventerrein STEK op het Haveneiland/Belcrum. In 2019 is de brouwerij naar de oude productiehal van de voormalige Faamfabriek in Breda verhuisd. In 2023 neemt de brouwerij zijn intrek in het nieuw gebouwde ‘The Bay’ in Breda.

## Geschiedenis
Middels een crowdfundingcampagne is de microbrouwerij, in een drietal zeecontainers, en proeflokaal gerealiseerd op het terrein van STEK. In 2015 werd er 4 hl bier per maand gebrouwen, in 2016 was dit 10 hl bier per maand. Een deel van het bier werd bij huurbrouwerijen gebrouwen.
In 2018 is er een tweede crowdfundingcampage opgezet om een grotere brouwerij te realiseren. In 2019 is de brouwerij van 1500m² en het brouwcafé geopend in de voormalige productiehal van de voormalige snoepjesfabriek De Faam. In 2019 was de maandelijkse brouwcapaciteit 150 hl per maand. In 2021 is de maximum brouwcapaciteit behaald, welke 870 hl bedroeg. Daarnaast is het vatenpark uitgebreid van 60 naar 250 vaten.
In 2021 is een nieuwe crowdfundingcampagne gestart, met als doel een groter pand te kunnen realiseren. Uiteindelijk is er ruim 5 miljoen euro opgehaald waarmee een nieuwe locatie van 7.650m² kon worden betrokken in ‘The Bay’ in Breda. Deze locatie zal begin 2023 in volledig gebruik worden genomen.

## Prijzen
Brouwerij Frontaal heeft meerdere jaren achter elkaar meerdere prijzen gewonnen met de Dutch Beer Challenge, in zowel de categorie voor licht als voor donker bier. In 2022 is er brons gehaald in de categorie Gerstewijn met de ‘Rhodesian’ en goud in de categorie Hazy IPA/NEIPA met de 'Juice Punch'.

## Bieren

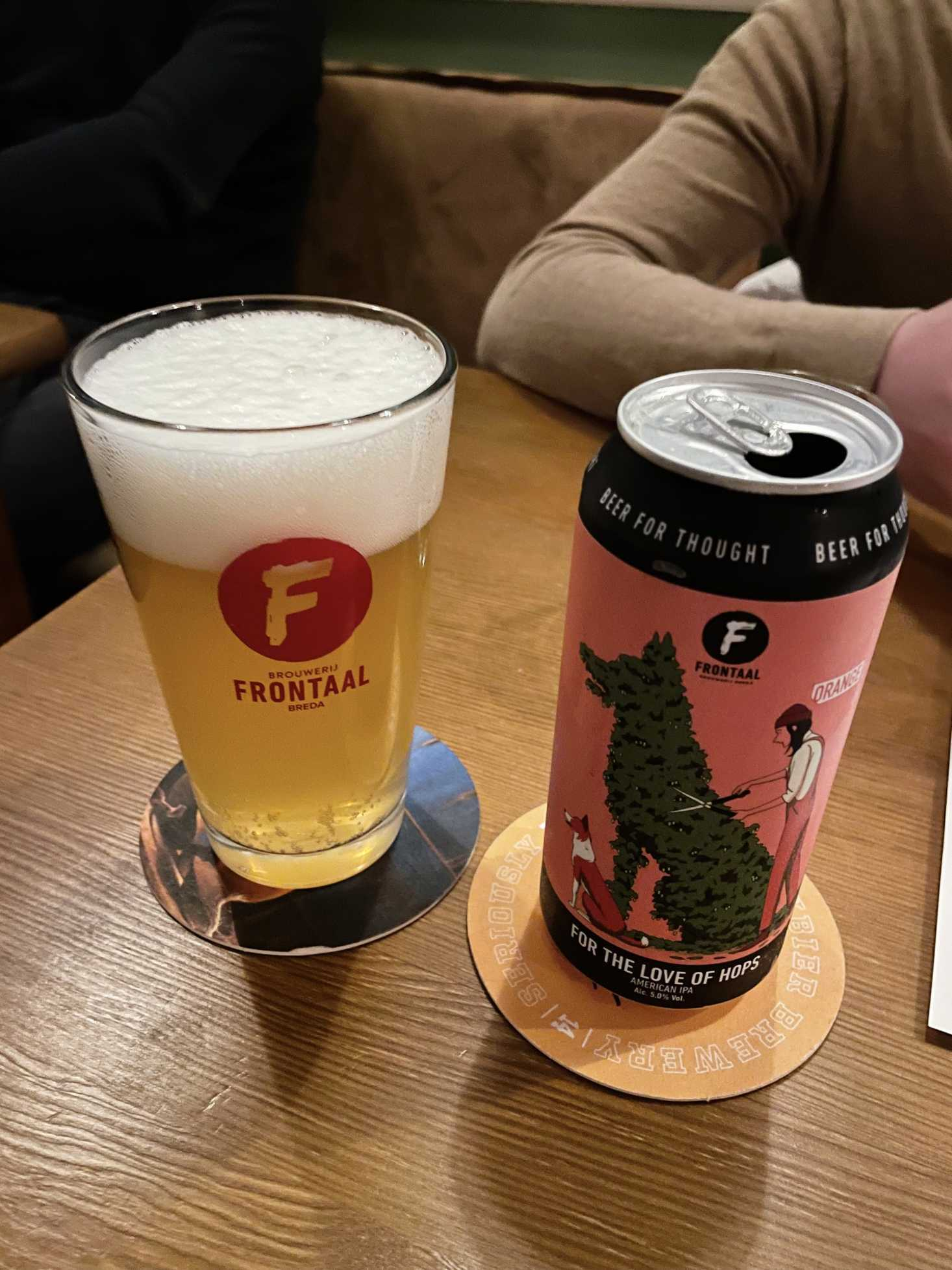
Limited edition American IPA For the Love of Hops Orange

- Juice Punch NEIPA 5,8%
- Double Juice Punch NEDIPA 8,5%
- Andreas Tripel 5,8%
- Bulldog IPA 5,8%
- Kia Ora New Zealand IPA 5,5%
- Rhodesian Barley Wine 11,3%